# Pleurodeles poireti
Sa giông gân Poiret, Sa giông gân Edough (Pleurodeles poireti), là một loài sa dông trong họ Salamandridae. Loài sa dông này chỉ được tìm thấy trong khối núi Edough Massif, ở phía đông bắc của Algeria.
Môi trường sống tự nhiên của những con sa giông này là sông, những con sông không liên tục, đầm lầy cây thân gỗ, đầm lầy cỏ nước ngọt, đầm lầy nước ngọt gián đoạn, bể chứa và ao. Họ bị đe dọa bởi mất môi trường sống.
P. poireti sa giông bị hạn chế ở khu vực khối núi Edough Massif, trong Numidia. Trước đây, loài này bị nhầm lẫn với sa giông gân Algeria  Pleurodeles nebulosus , có phân bố rộng hơn nhiều.